# Tungning Királyság
A Tungning Királyság volt az első Han kínai állam, amely Tajvan szigetét uralta 1661 és 1683 között.  A királyság a kínai szárazföldön uralkodó Ming-dinasztia szövetségese volt. A királyságot Kuo-hszing-je (國姓爺, pinjin: Guóxìngyé) alapította, eredeti nevén Cseng Csenggong (鄭成功, pinjin: Zhèng Chénggōng (1624 - 1662) alapította, miután Kínában a Mingek uralmát a mandzsuk megdöntötték. Kuo-hszing-je egy part menti kalóz fia volt, aki a Ming-császárok hívének kiáltotta ki magát, reményei szerint Tajvan szigetén sereget gyűjtött volna, amivel visszafoglalja Kínát a Ming császárok részére.

## Elnevezések
A Tungning Királyság (東寧王國, pinjin: Dōngníng Wángguó) másik elnevezése a királyság megalapítója után Cseng Királyság (鄭氏王朝, pinjin: Zhèngshì Wángcháo), illetve a Janping Királyság (延平王國). Kuo-hszing-je korában Tajvan neve  Tungtu/Dongdu volt. A nyugati történetírásban Tajvani Királyság néven hivatkoznak rá. és a korszakot Kuo-hszing-je (az angolban használt átírással: Koxinga) dinasztiaként tartják számon.

## Története

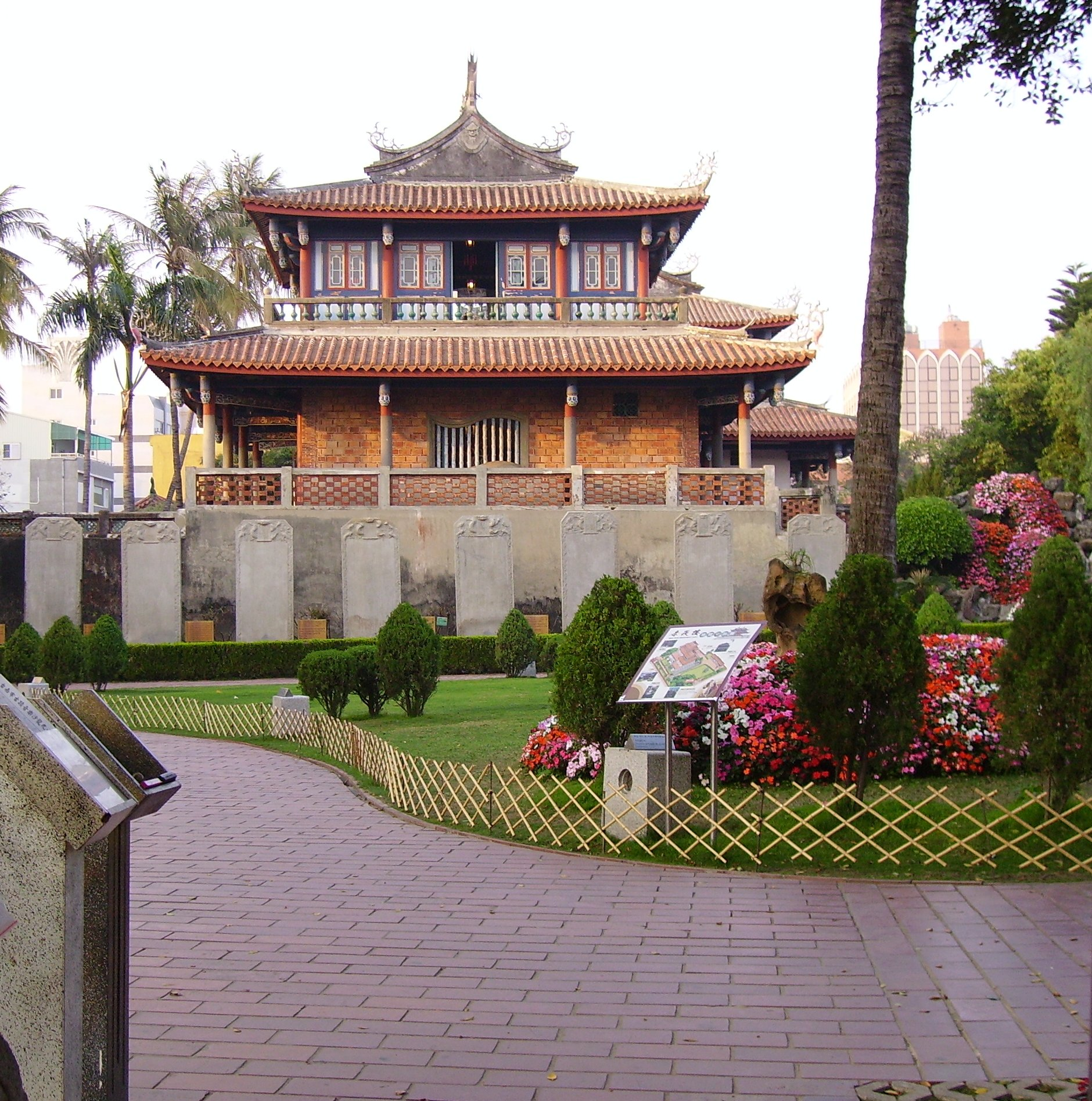
A "Fort Provintia", azaz a Csekan Torony, a hollandok korábbi erődítménye és Kuo-hszing-je székhelye

1661-ben Kuo-hszing-je hadseregével partra szállt Tajvan szigetén, Luermén (鹿耳門, pinjin: Lù'ěrmén) közelében. Alig egy éven belül elfoglalta a szigetet uraló hollandok egyik fontos erődítményét, a Fort Zeelandia-t és békére kényszerítette Frederick Coyettet, a sziget holland kormányzóját. A békeszerződés értelmében a hollandok átadták az erődítményt és minden, a Holland Kelet-indiai Társaság tulajdonát képező rakományt. Ennek fejében minden holland tiszt, katona és családtagjaik, személyes ingóságaikkal, szabad elvonulást kaptak Bataviába. Ezzel véget ért a hollandok 38 éves uralma Tajvan fölött. Ezt követően Kuo-hszing-je minden erejét annak szentelte, hogy a szigetet a szárazföldön megdöntött Ming-dinasztia támaszává és a Csing-dinasztia elleni hadjárat bázisává tegye.
A győzelem után röviddel, 1662-ben Kuo-hszing-je maláriát kapott és meghalt, bár a korabeli pletykák szerint megütötte a guta, amikor meghallotta, hogy a Csing császárok kivégezték az apját. Fia, Cseng Jing (uralkodott: 1662 - 1682) lépett a helyébe, mint Tajvan uralkodója, és a Janping hercege címet vette fel. A következő 19 évben Cseng Jing igyekezett újjászervezni a hadseregét és megfelelő életkörülményeket teremteni Tajvan őslakosai számára. Szoros diplomáciai kapcsolatot tartott fenn a Csing-dinasztia megalapítójával, Kang-hszi (1661-1722, 康熙, Kāngxī) császárral, de mégsem volt békés a viszonyuk: Cseng Jing-nek számos, a Tajvan mellett fekvő Quemoy és a Pescadores szigetek elleni támadást kellett visszaverni és idővel fel is kellett adnia a szigeteket.
1674-ben felkelés tört ki a Csing-dinasztia ellen Kína Fujian régiójában, és Cseng Jing kihasználva az alkalmat, támadást indított a szárazföldön. A felkelést azonban leverték és 1680-ban Cseng Jing is súlyos vereséget szenvedett. Ezt követően visszatért Tajvanra, ahol mértéktelen kicsapongással töltötte idejét, nem sokkal ezután meg is halt. Halála után tábornokai és miniszterei két pártra szakadtak, mindkettő Cseng Jing két fia közül az egyiket támogatta. Rövid összecsapások után 12 éves fia, Cseng Ke-Shuang örökölte a királyságot.
1683-ban a Penghu mellett vívott vesztes tengeri csata után Cseng Ke-Shuang behódolt a Csing-császárnak és a királyság beolvadt a kínai birodalomba, Fujian tartomány része lett.

## A királyság öröksége
A Tungning Királyság alig több, mint 20 évig állt fenn, de Tajvan jelenlegi politikai helyzete miatt nagy szimbolikus jelentősége van a szigetország lakói számára.
A Kuomintang párt vezetése alatt álló köztársasági erők 1949-ben vereséget szenvedtek a kommunista csapatoktól és Tajvan szigetére vonultak vissza (megalapítva a Kínai Köztársaságot, míg az anyaországban a kommunisták rendezkedett be és létrehozták a Kínai Népköztársaságot. A következő évtizedekben a köztársasági vezetők egyik alapvető célkitűzése volt (az USA támogatásával) az anyaország visszafoglalása, a kínai partvonalhoz közel eső szigeteken katonai támaszpontokat hoztak létre – ahogyan Kuo-hszing-je is tette. Hasonlóképpen, a népköztársaság egyik alapvető politikai célkitűzése volt a kínai területek „egyesítése”, amelyet korábban minden (tehát politikai és katonai) eszközzel is készek voltak kierőszakolni, míg manapság a hangsúly a békés rendezésen van. A népköztársaság történetírói ezért inkább arra helyezik a hangsúlyt, hogy Kuo-hszing-je a holland gyarmati uralom alól szabadította fel a szigetet és mellőzik a tényt, hogy a Csing-császárok uralmát készült megdönteni.